# Lundin Mining
Lundin Mining — канадская горнодобывающая компания. Штаб-квартира находится в Ванкувере, основные активы — в Аргентине, Бразилии, Португалии, США и Чили. Входит в шведскую группу Lundin (ей принадлежит 14,9 % акций компании).

## История
Компания была основана в 1994 году Адольфом Лундином и его сыном Лукасом, первоначально называлась South Atlantic Diamonds. В 2004 году разместила свои акции на фондовых биржах Стокгольма и Торонто, сменила название на Lundin Mining и начала расти за счёт поглощений. В 2006 году была куплена компания Eurozinc, владелец медно-цинковой шахты в Португалии. В 2013 году за 325 млн долларов у Rio Tinto была куплена шахта Игл в Мичигане. В октябре 2014 года за 1,8 млрд долларов была куплена 80-процентная доля в чилийской медной шахте Канделярия. В 2019 году за 1 млрд долларов была куплена бразильская шахта Чапада. В мае 2022 года была куплена канадская компания Josemaria Resources, начавшая строительство шахты Хосемария по добыче меди, золота и серебра в Аргентине.
В 2023 году был куплен контрольный пакет акций компании Minera Lumina Copper Chile (MLCC), которая является оператором разработки медного рудника Касеронес (исп. Caserones) в Чили. Также в 2023 году штаб-квартира была перенесена из Торонто в Ванкувер.

## Деятельность
Подразделения по состоянию на 2022 год:
- Candelaria — шахта в Чили (область Атакама), доля 80 %, а также два завода близ города Копьяпо; 152 тыс. т меди, 86 тыс. унций золота и 1,6 млн унций серебра, выручка $1,32 млрд.
- Chapada — 4 шахты в Бразилии (штат Гояс); 45,7 тыс. т меди и 68 тыс. унций золота, выручка $478 млн.
- Eagle Mine — шахта по добыче никеля и меди в США (штат Мичиган; 17,5 тыс. т никеля и 15,9 тыс. т меди, выручка $520 млн.
- Neves-Corvo — шахта по добыче цинка и меди в Португалии близ посёлка Каштру-Верди; 31,9 тыс. т меди и 82,4 тыс. т цинка, выручка $433 млн.
- Zinkgruvan — цинковая шахта в Швеции; 76,5 тыс. т цинка, выручка $292 млн.
- Josemaria — проект по добыче меди, золота и серебра в Аргентине (провинция Сан-Хуан).